# Sarki fűz
A sarki fűz (Salix arctica) az északi sarkvidék tundráin és az alpesi tundrazónában honos, kis termetű, lassú növekedésű fűzféle.

## Megjelenése

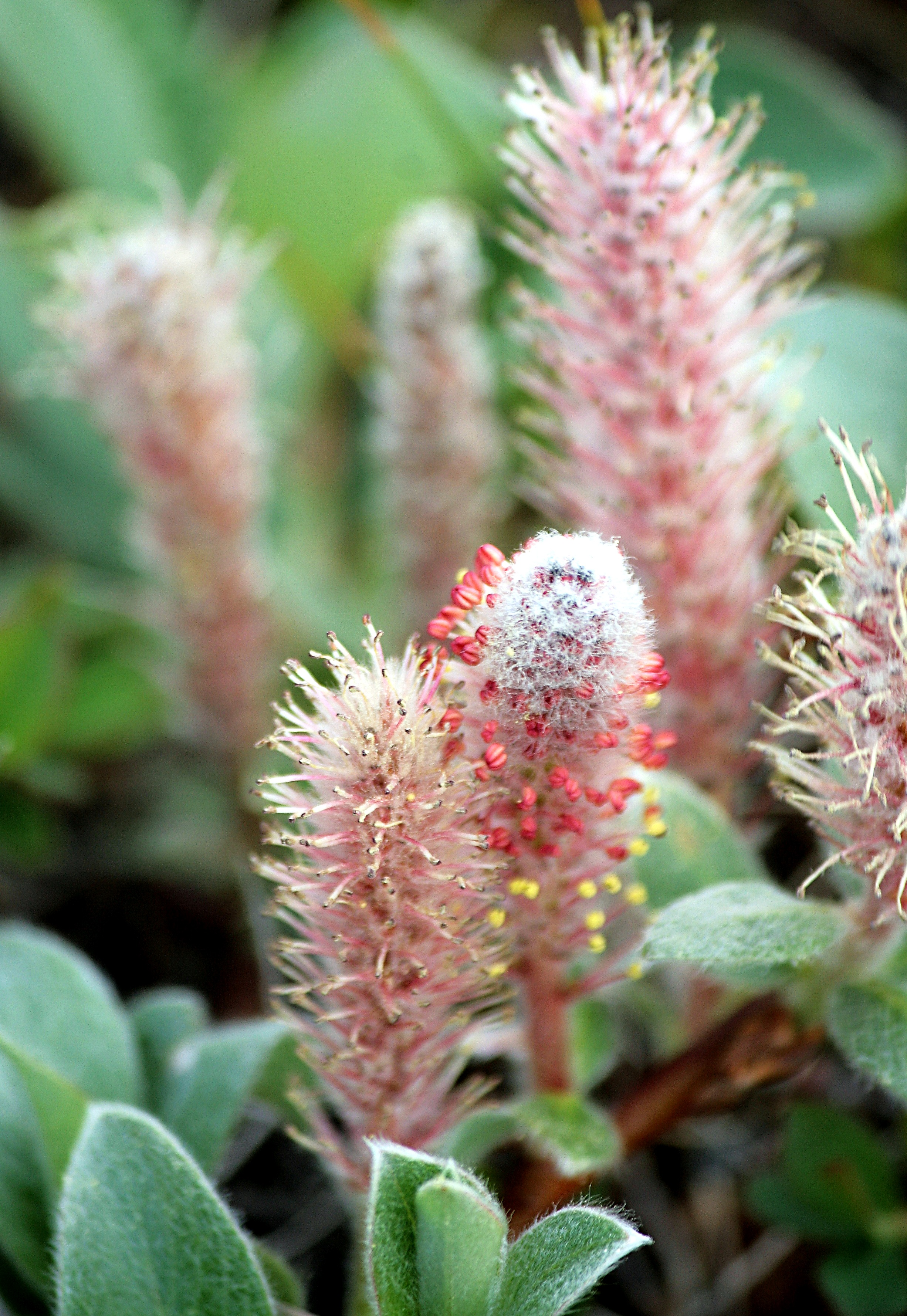
Termős barkák

A sarki fűz lombhullató, fás szárú növény, amely a legtöbb élőhelyén a talajon szétterülve 10 cm magas párnákat alkot. Kedvező éghajlati viszonyok esetén, Észak-Amerika északnyugati részén magassága elérheti az 50 cm-t is. Levelei oválisak, kissé kihegyesedő végűek, váltakozó elhelyezkedésűek, 2–6 cm hosszúak, ritkásan szőrösek. Felső oldalukon fényeszöldek, az alsón halvány szürkészöld színűek. A fiatal ágak kérge sárgásbarna, vörösbarna vagy akár lilás is lehet és idővel bebarnulnak. Fiatal hajtásai sűrűn szőrösek, amely idővel lekopik.
A többi fűzhöz hasonlóan az egyes növények vagy hím- vagy nőivarú virágot hoznak. Virágzata tömött, felálló barka. A nőivarú barkák 1–8 cm hosszúak (többnyire 2–4 cm), sűrűn szőrösek, vöröses színűek. A hímivarú, porzós virágzat 4 cm-es és színe sárgásszürke. Június-augusztus között virágzik, barkái a levelekkel együtt jelennek meg. Szélmentes, napos időben a nőivarú barkák akár 8,5 °C-kal, a porzósak 7 °C-kal melegebbek lehetnek a környező levegőnél. Ezzel meggyorsítja a pollen- és magérést és a rovarokat is magához vonzza.
Maggal vagy vegetatívan, hajtásai meggyökerezésével egyaránt szaporodik. A magoknak legalább egyhónapos nyugalmi időszakra van szükségük a csírázásra. A sarki fűz élettartama 60-85 év, bár Grönlandon találtak már 236 éves példányt is.
Más fűzfajokkal hibridizálódhat, Utah államban a Salix cascadensis-szel, Oroszországban a Salix reticulata-val. 

## Elterjedése és termőhelye

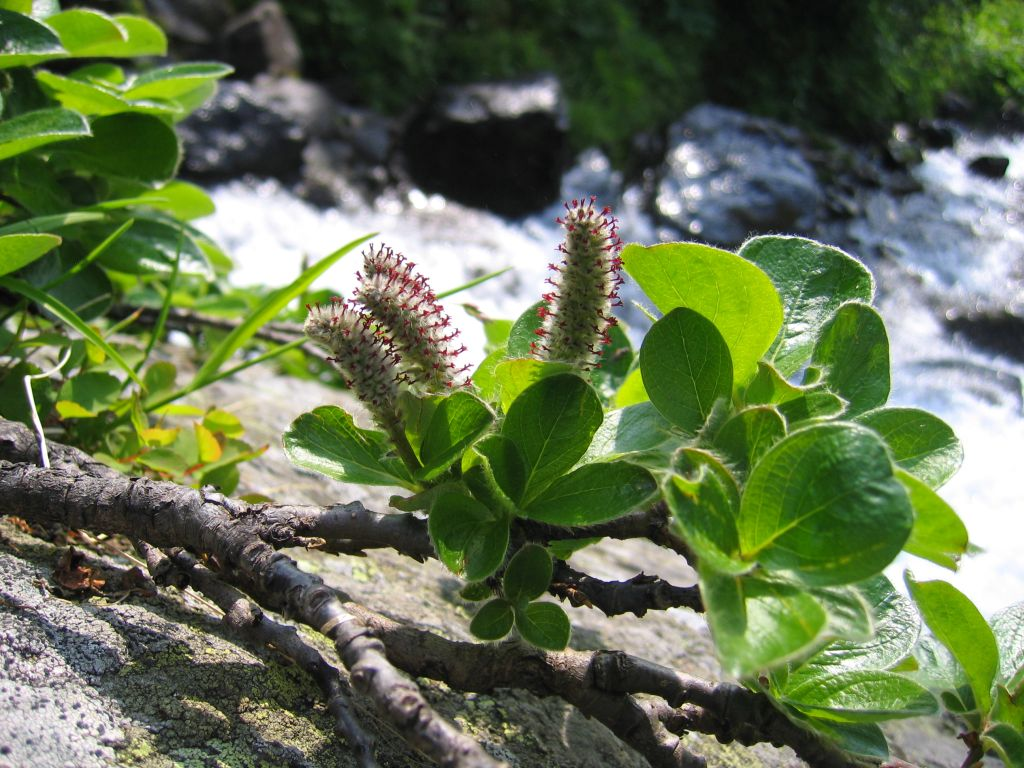
Porzós barkák

A sarki fűz cirkumpoláris faj, az északi sarkvidék növénye, a Jeges-tenger partvidékén Európában, Ázsiában, Észak-Amerikában és Izlandon is honos. Észak-Amerikában a Sziklás-hegység tundrazónájában egészen Új-Mexikóig és Utahig megtalálható.
Tundrán, kopár hegyoldalakon, lápvidéken, száraz gyepekben fordul elő. A déli alpesi tundrákon főleg a nedves, északabbra a nedves és száraz élőhelyek növénye. Helyenként a hidegtűrő párnanövényzet domináns faja lehet. Együtt fordul elő más törpefüzekkel, mint az új-mexikói hegyvidéken a Salix reticulata-val. Új-Mexikóban akár 3350 méteres magasságban is megtalálható, míg Grönlandon csak 700 méterig hatol. A talajt illetően igénytelen, savanyú vagy meszes talajokon egyaránt megtalálható.

## Jelentősége
A sarki fűz -elsősorban fiatal levelei és rügyei - fontos táplálékforrást jelentenek a sarkvidéki állatoknak, mint a hófajdnak, a pézsmatuloknak, a rénszarvasnak, lemmingeknek vagy sarki nyulaknak. Pionír faj, ezért meggyökerező hajtásait felhasználják a rekultivációs munkálatokban. Az észak-amerikai indiánok és inuitok, valamint a szibériai őslakosok leveleit és kérgét gyógyászati célra használják, gyökereiből, kérgéből, ágaiból kosarakat és ruhadarabokat készítenek. A jakutok a sarki fűz főzetét teapótlónak alkalmazták. Ahol más fa nem található, tüzelőnek is alkalmas. A sarki füzet sziklakertekbe is ültetik. 